# Thilo Cablitz
Thilo Cablitz (* 1978 in Berlin) ist ein deutscher Polizeibeamter. Er war Pressesprecher der Berliner Polizei sowie Leiter der Pressestelle und wurde zum Oktober 2022 Pressesprecher der Berliner Innenverwaltung. Als Person of Color äußert er sich auch zum Rassismus und zur Inklusion in der Polizei. Anfang 2024 übernahm er die Leitung des Referats für Großlagen, Verkehr, Einsatz, die Lagezentrale und die Sicherheitsforschung.

## Leben
Thilo Cablitz wurde im Jahr 1978 in Berlin als Sohn einer Deutschen und eines Sudanesen geboren. Nach seiner Schulzeit machte er eine Ausbildung zum technischen Zeichner und holte später sein Abitur nach. Im Jahr 2001 begann er ein Fachhochschulstudium für den gehobenen Polizeivollzugsdienst bei der Polizei Berlin. Nach dem Studium arbeitete er im Funkwageneinsatzdienst, als Zivilfahnder, als Dienstgruppenleiter eines Polizeiabschnitts und im Einsatzstab einer Polizeidirektion. Nach Zulassung zum Masterstudium an der Deutschen Hochschule der Polizei in Münster-Hiltrup wechselte er nach erfolgreichem Abschluss in den höheren Dienst und wurde Leiter des Führungsdienstes in verschiedenen Polizeiabschnitten in Berlin. 2016 wurde er Leiter der Öffentlichkeitsarbeit der Polizei Berlin und Polizeioberrat. 2018 wurde er Pressesprecher der Berliner Polizei und daher in den Medien präsent. 2021 wurde er zum Polizeidirektor befördert. Die Polizeipräsidentin Barbara Slowik bezeichnete ihn Anfang 2022 als einen ihrer wichtigsten Berater. Von Oktober 2022 bis Ende 2023 war er Pressesprecher der Senatsverwaltung für Inneres, Digitalisierung und Sport. Seit Anfang 2024 leitet er das Referat für Großlagen, Verkehr, Einsatz, die Lagezentrale und die Sicherheitsforschung.

## Positionen
Cablitz ist Mitbegründer des Netzwerks für Vielfalt, Inklusion und Akzeptanz der Polizei Berlin. Er gehört dem  Beirat des Projektes ZuRecht an, das sich mit der gleichberechtigten Teilhabe am Rechtssystem befasst. Seit 2020 spricht er sich für eine Untersuchung rassistischer Vorfälle in der Berliner Polizei aus. Er hat aufgrund seiner Hautfarbe rassistische Erfahrungen gemacht, auch in seiner eigenen Behörde, und berichtet darüber in den Medien.

## Filmografie
- Thilo Cablitz – steiniger Weg zum Pressesprecher der Berliner Polizei. Dokumentation von Yvonne App, rbb-Doku, 2022, 29 Min.[14]